# Edgar Dale
Edgar Dale (* 27. April 1900 in Benson; † 8. März 1985 in Columbus) war ein US-amerikanischer Lehrer, Professor und Theoretiker des audiovisuellen Lernens.

## Leben
Dale erhielt den Grad eines B.A. und M.A. von der University of North Dakota und den Grad eines Ph.D. von der University of Chicago. Seine Doktorarbeit hatte den Titel „Factual Basis for Curriculum Revision in Arithmetic with Special Reference to Children’s Understanding of Business Terms“.
Von 1921 bis 1924 war Dale Lehrer und Direktor einer Schule in Webster (North Dakota). Im Jahr 1924 wurde er Lehrer an der Junior High School in Winnetka (Illinois), an der er bis 1926 blieb. Im Jahr 1928 führte ihn sein Interesse an Filmen zu einer Position in der Filmbranche in New York.
1929 wurde er Professor an der Ohio State University, wo er bis zu seinem Ruhestand 1970 tätig war.

## Cone of Experience (Kegel der Erfahrung/Erfahrungspyramide)

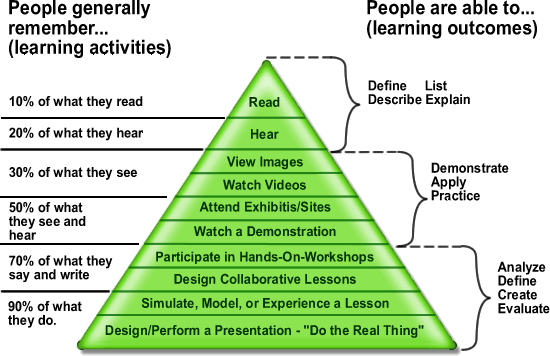
Spätere Darstellung der Erfahrungspyramide. Dales Original war ohne Prozentangaben.

Im Jahr 1946 führte Dale das Konzept des „Cone of Experience“ als ein Modell für das audiovisuelle Lernen von Kindern ein. Er überarbeitete es für eine Neuauflage des Buches im Jahr 1954 und noch einmal 1969.
Das Modell wurde oft falsch als „Cone of Learning“ (Erfahrungs- bzw. Lernpyramide) dargestellt und als wissenschaftliche Studie dafür angeführt, wie hoch das Lernvermögen bei bestimmten Arten des Lernens ist.

## Auszeichnungen
- Educational Film Library Association Award (1961)
- Eastman Kodak Gold Medal Award (1968)
- Distinguished Services Award (1972)
- National Reading Hall of Fame (1972)[3]